# Lokomotív Turista Egyesület

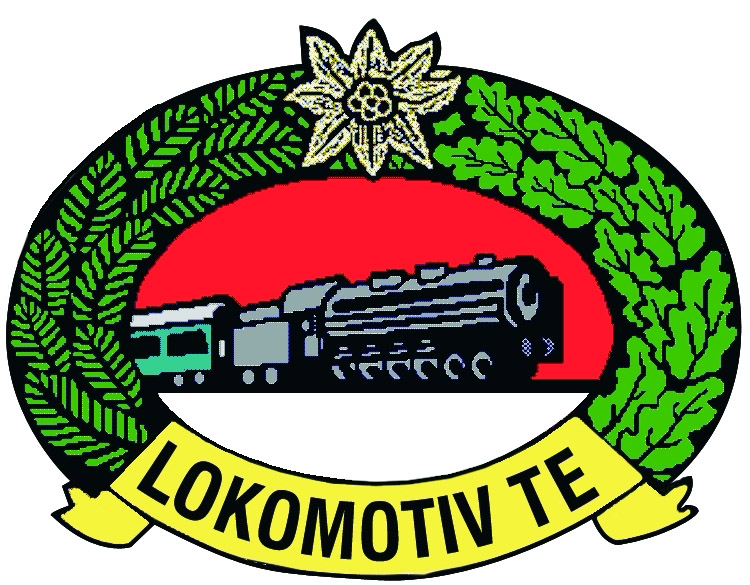

A Lokomotív Turista Egyesület (röviden: Lokomotív TE vagy Lokó) Magyarország egyik legnagyobb és leghosszabb történelmi jelentőségű aktív turistaegyesülete. Története a II. világháború után indult és szervesen kötődött a Magyar Államvasutakhoz, de ma már nem csak vasutas dolgozókat fogad csapatába. Olyan kezdeményezések kötődnek a nevéhez, mint az 1952-ben indult Országos Kéktúra jelvényszerző mozgalom megalapítása. A Lokomotív TE a mai napig működik, tevékenysége kiterjed az aktív klubéleten túl teljesítménytúrák és gyerektáborok szervezésére, egyesületi túrák szervezésére és kulcsosház üzemeltetésre is.

## A Lokomotív TE rövid története
Mielőtt megalakultunk

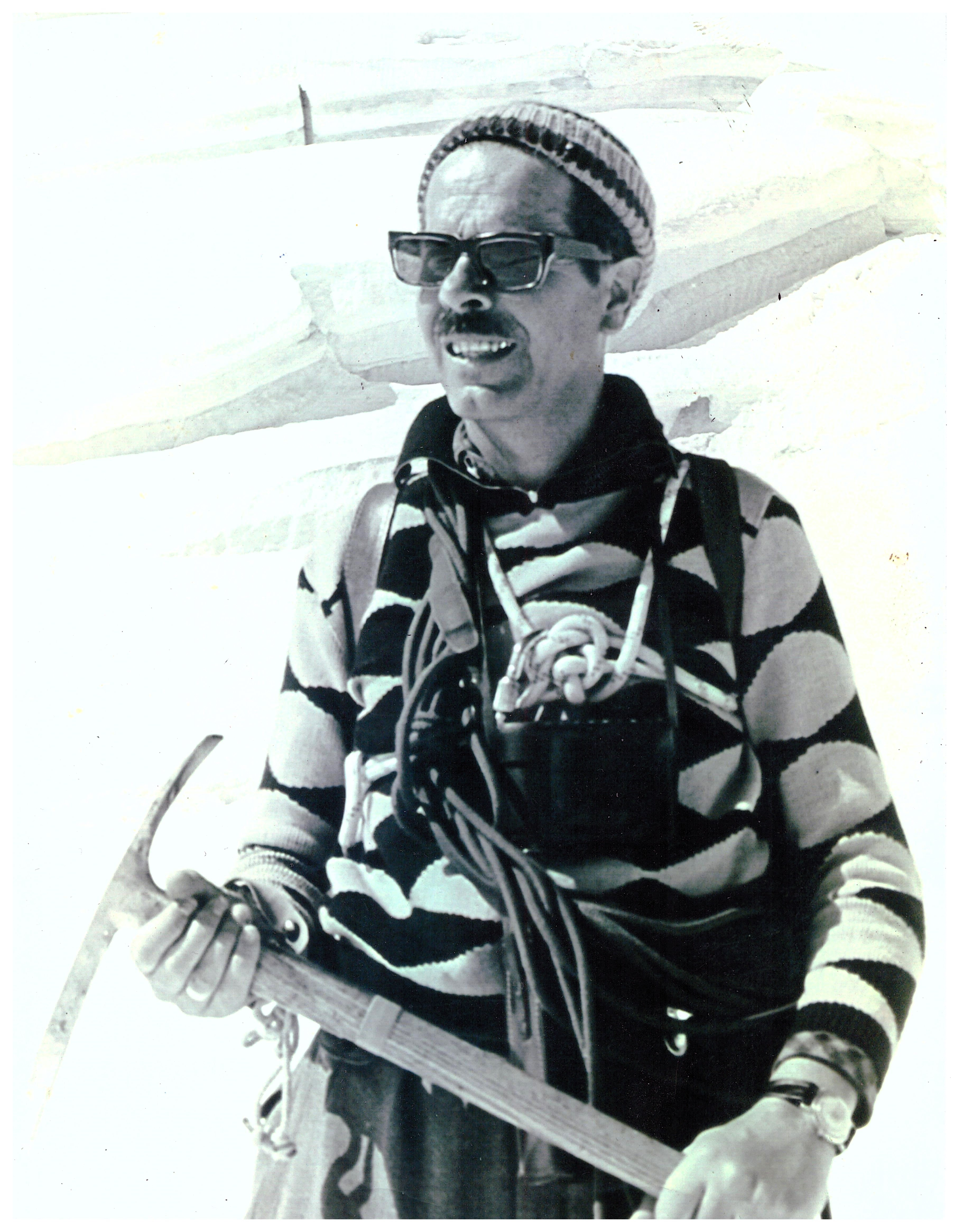
Vizkelety László

1945 tavaszán, a nagy világégést követően, ismét összejöttek azok, akik már a háború előtt és alatt is együtt túráztak. Újra indult az élet nemcsak az újjáépülő fővárosban, de a természetjárók körében is. A KASE (Közalkalmazottak Sport Egyesülete) megalakulásával megkezdődött a szervezett turista élet. Miután több egyesület és szakosztály is újraindult, elkezdődött a csoportok közötti versengés is. 1948 tavaszán rendezték meg az első országos terepverseny bajnokságot, melyen a KASE színeiben indult Csincsák – Szentpétery – Vizkelety összeállítású csapat nyert. Ez évben egy 4 fős csapat két hetet tölthetett a Magas Tátrában.
Az elért sikerek oda vezettek, hogy egyre több turista szakosztály alakult, így Vizkelety László, az újdonsült MÁV alkalmazott is egy önálló szakosztály megalapítását kezdeményezte a KPM Vasúti Főosztályán.   

### A megalakulás és az első évtized
I. 1949-1956

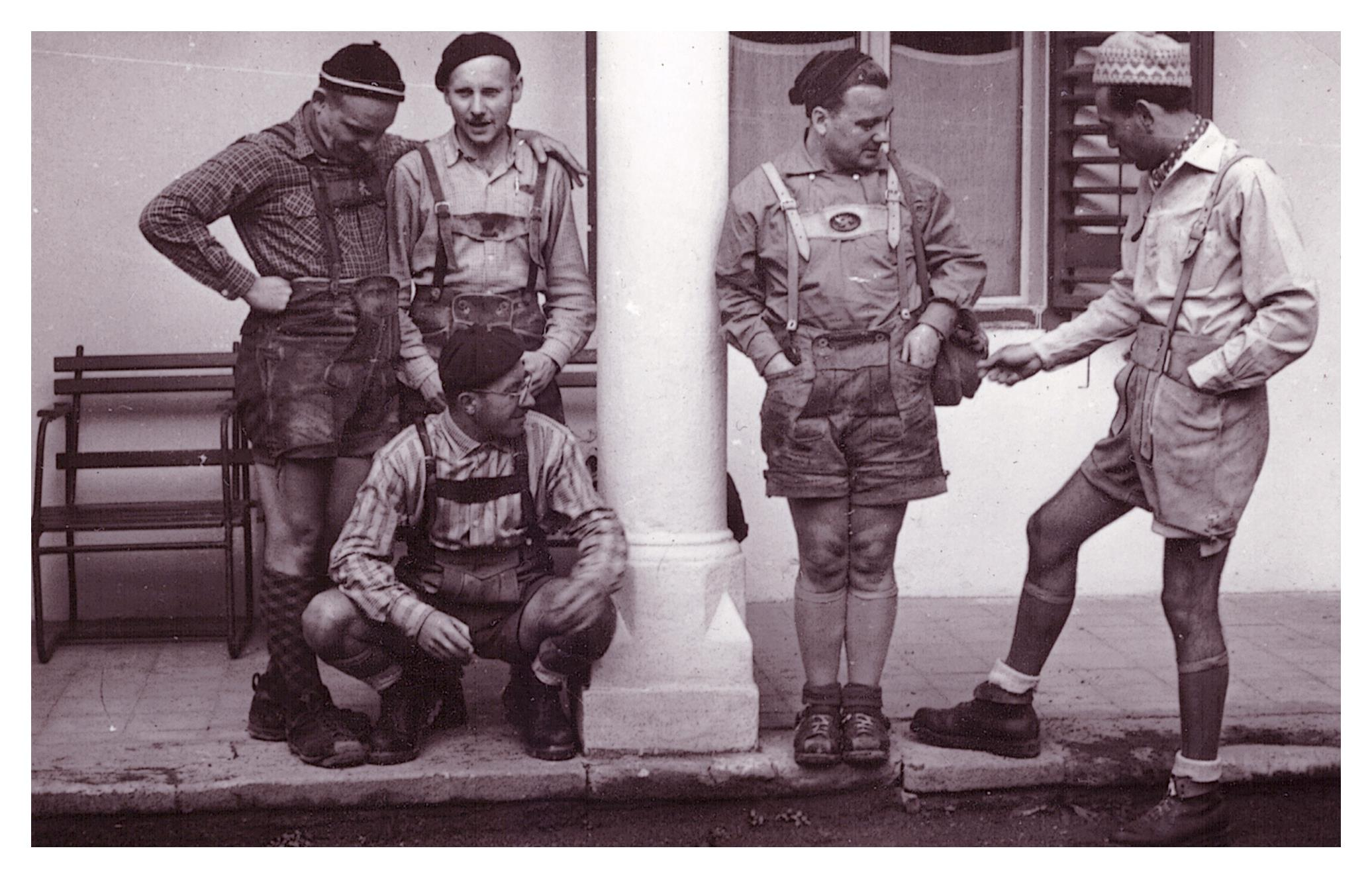
Lokós turisták

Dr. Vizkelety László kezdeményezése sikerrel járt, és 1949. május 13-án egy lelkes és a természetet szerető vasutas tagokból álló csoport a KPM Vasúti Főosztályán megalakította a Budapesti Lokomotív Sportkör Turista Szakosztályát. A szakosztály első elnöke Vermesy Sándor, első intézője Honti Ferenc lett. 
Az új szakosztály tevékenységét a fiatalos lelkesedés, a komoly gyalogos és szakági túrák és a rendszeres versenyzés jellemezte. Ezek mellett heti rendszeres összejövetelek voltak a Kenyérmező utcában, ahol oktatás, túrabeszámolók és időszerű ügyek kerültek napirendre. Az oktatással egybekötött heti összejövetelek forrasztották össze a tagságot. Eközben a „Turista” című szakosztályi körlevél kezdetben havonta, később időszakosan megjelenve adott tájékoztatást a tagoknak.
A hőskorra döntően rányomta bélyegét a természetjárás minden ágában való párhuzamos tevékenység. A rendszeres gyaloglás mellett télen a sízés, tavasszal és ősszel a kerékpározás, nyáron a vízi túrázás és a sziklamászás volt a programban, barlangászni pedig szinte egész évben lehetett.
Ugyancsak jelentős volt a tájékozódási versenyeken és bajnokságokon való szereplés. 1951-től dr. Vizkelety László társadalmi edzőként irányította ezt a munkát. Az első Magyar Tájékozódási Bajnokságon 1950-ben a Lokomotív csapat végzett az élen, míg 1952-ben Thuróczy Lajos megnyerte az első Magyar Tájékozódási Egyéni Bajnokságot. A Lokomotív csapata 1956-ig minden évben dobogón állt. 
Külföldre kacsingatva 50-ben először télen Zakopane-ba, ’56-ban pedig a Magas Tátrába vezetett az út. A Vasutas Kupa versenysorozat megrendezésére évenként került sor.  A szakosztálynak Mátraházán és Balatonakarattyán volt bázisa. 

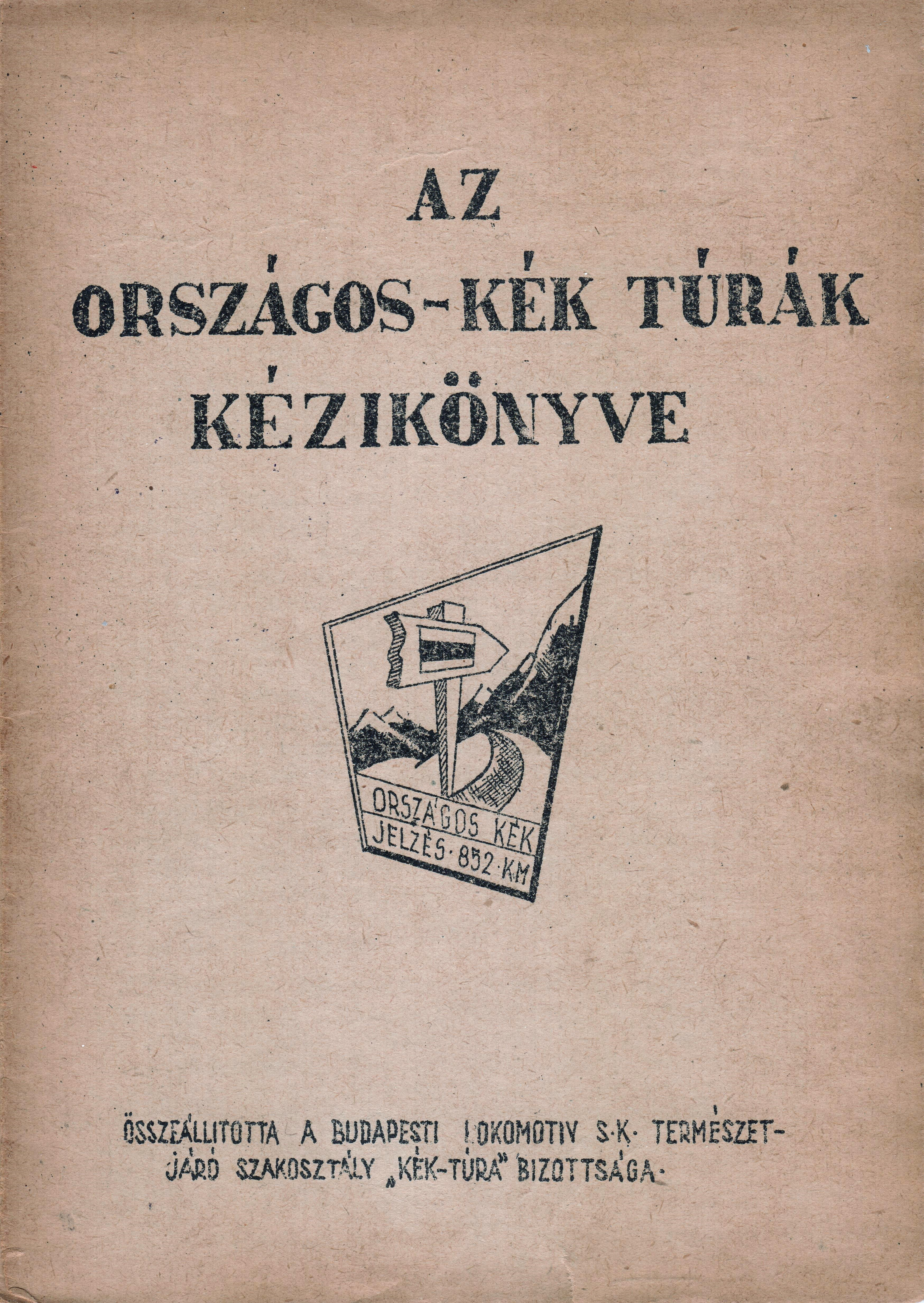
OKT kézikönyv 1953

Egyesületünk 1952-ben hirdette meg az „Országos Kéktúra” néven ismert jelvényszerző túramozgalmat, melyet további bonyolításra 1961-ben adott át a Magyar Természetbarát Szövetségnek.
1953-ban bonyolítottuk le az első „Természetjáró Ötpróbá”-t, melyen kerékpáros, nappali és éjszakai terepfutó, kajakos és úszó versenyzőként kellett a tájékozódási feladatokat megoldani. A tagság az évszakoknak megfelelően gyaloglással, kerékpározással, evezéssel, síeléssel, barlangjárással és sziklamászással foglalkozott, és szerzett érdemes, I., II., és III. osztályú minősítéseket. 
A rendszeresen megrendezett versenyek összehozták egymással a vasutas szakosztályokat és már 1952-ben megalakult a Vasutas Természetjáró Társadalmi Bizottság. Országos versenyek, találkozók, közös kiadványok és határozatok serkentették jobb és eredményesebb munkára a vasutas természetjárókat. Bokody József szervező titkárként társadalmi munkában segítette a bizottság munkáját. 
Az 1955-ös év jelentős változást hozott. Központilag létrehozták a szakmai sportegyesületeket, így a vasutas természetjárók is „Törekvés” név alatt kényszerület tovább működni.

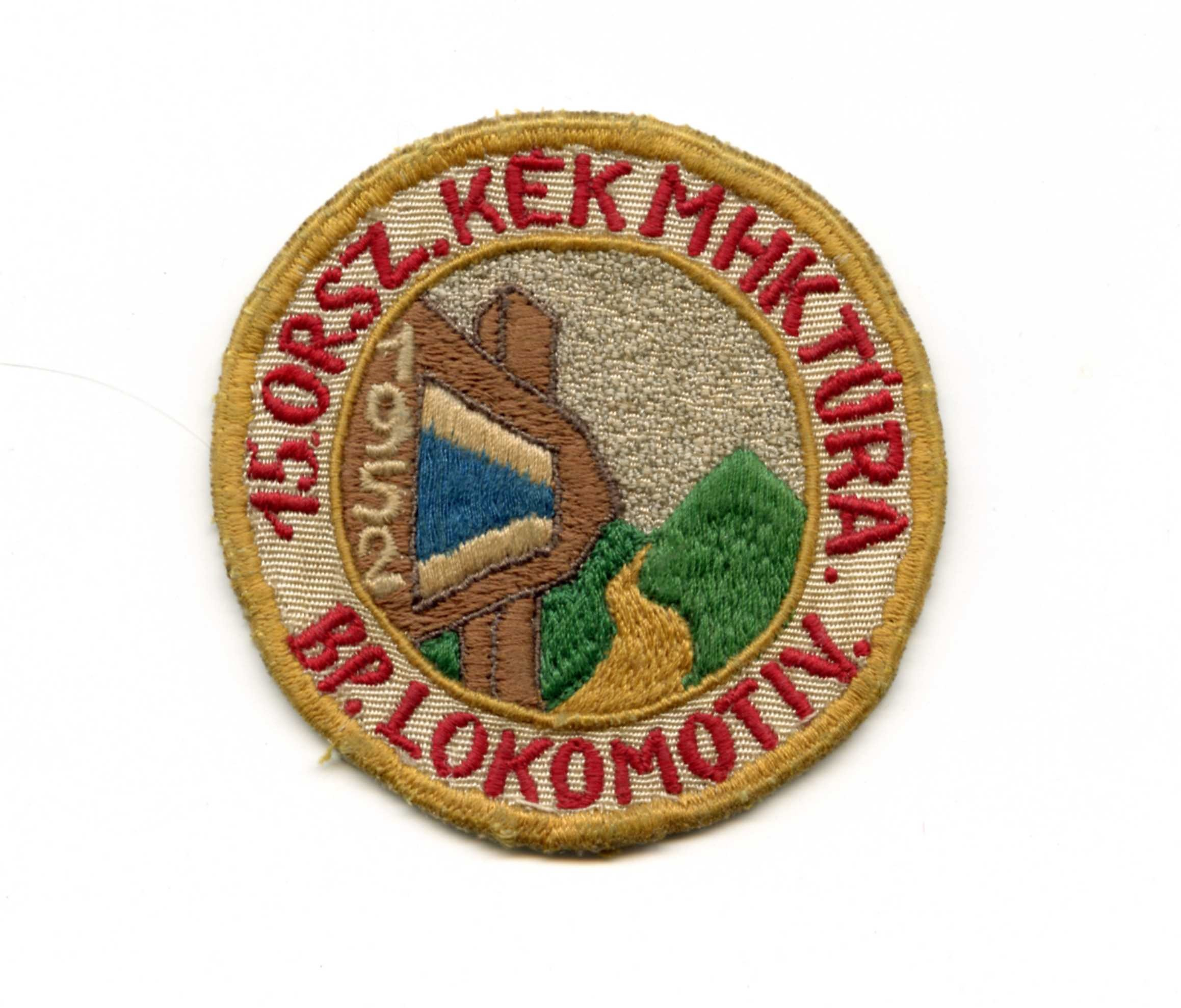
Lokós OKT karjelvény

A szakosztály életének első periódusa 1956 őszén ért véget.
II. 1957–1959
Az 1956. októberi események nemcsak a magyar sportéletet zilálták szét, hanem magát a szakosztályt is. Fiataljaink közül sokan külföldre távoztak és ezzel erősen meggyengült a Lokó versenygardája. Mivel megszűnt a Lokomotív Sportkör és újjáalakult a BVSC (Budapesti Vasutas SC), szakosztályunk is átkerült a újjászervezett vasutas klubba. Az átszervezés szerencsére csak cégtábla cserének bizonyult, a szakosztály hamar újjászerveződött.
Vermesy Sándor elnök, Forgó János és dr. Vizkelety László mellett Horvai János és Thuróczy Lajos is bekapcsolódott a vezetésbe. A szakosztályi élet tovább folytatódott és fejlődött, ugyanakkor a körülmények is fokozatosan megváltoztak. Nyári külföldi túrák indultak, fejlődött a vízitúra szakág és megkezdődött a tájékozódási futás korszerűsítése is.
1957-től kezdve a korszerű tájfutás fokozatosan felváltotta a hagyományos tájékozódási versenyeket. 1958-ban volt az első Nemzetközi Vasutas Kupa dr. Vizkelety László rendezésében, aki ezt követően további 39 alkalommal volt szervezője és elnöke ennek a versenynek. Ugyanebben az évben került az Egyesületbe az Ybl Miklós Technikum fiatal tájfutó csapata Nyitrai György vezetésével.
A szakosztály 1959-ben ünnepelte 10 éves fennállását a Cserhátban, mivel ide vezetett a megalakulás utáni első távolsági túra. A Szanda várához vezetett jubileumi túrán a 10 éves hűséges tagok kitüntetéseket vehettek át.
1959 végén sporhatósági döntés született arról, hogy a természetjáró szakosztályokat ki kell emelni a sportegyesületek keretei közül, és a jövőben önálló természetbarát egyesületben folytathatják tevékenységüket. Így a Lokósok is elváltak a BVSC-től, és egy új természetbarát egyesületben folytatták az eddigi tevékenységet. 

### Élet az egyesületi formában való újjáalakulás után
III. 1960–1962
1960-ban újabb átszervezés alakította át a természetjáró szakosztályok életét. Megalakult az önálló Lokomotív Természetbarát Egyesület, és a Lokósok mint az egyesület Budapesti Osztálya működtek tovább. 1960 júliusában a Budapesti és a Pesti Igazgatóság egyesülésével egy új és erős szakosztály jött létre, melynek a Keleti pályaudvar épületében talált új otthonra. Az 1960-tól 1962-ig terjedő 3 év igen eredményes időszak volt. Az önálló klubhelyiségben színes faliújság, serlegek, oklevelek, könyvtár és gazdag szertár kapott helyet, ahol e mellett hetenként túrabeszámolók és színes diavetítések, edzések és oktatások is voltak.
A szakosztály vezetését 1961-ben Dézsi Gyula vette át, helyettese dr. Vizkelety László lett. Ebben az időszakban került át az Országos Kéktúra mozgalom irányítása az MTSZ-hez.
IV. 1963-1969

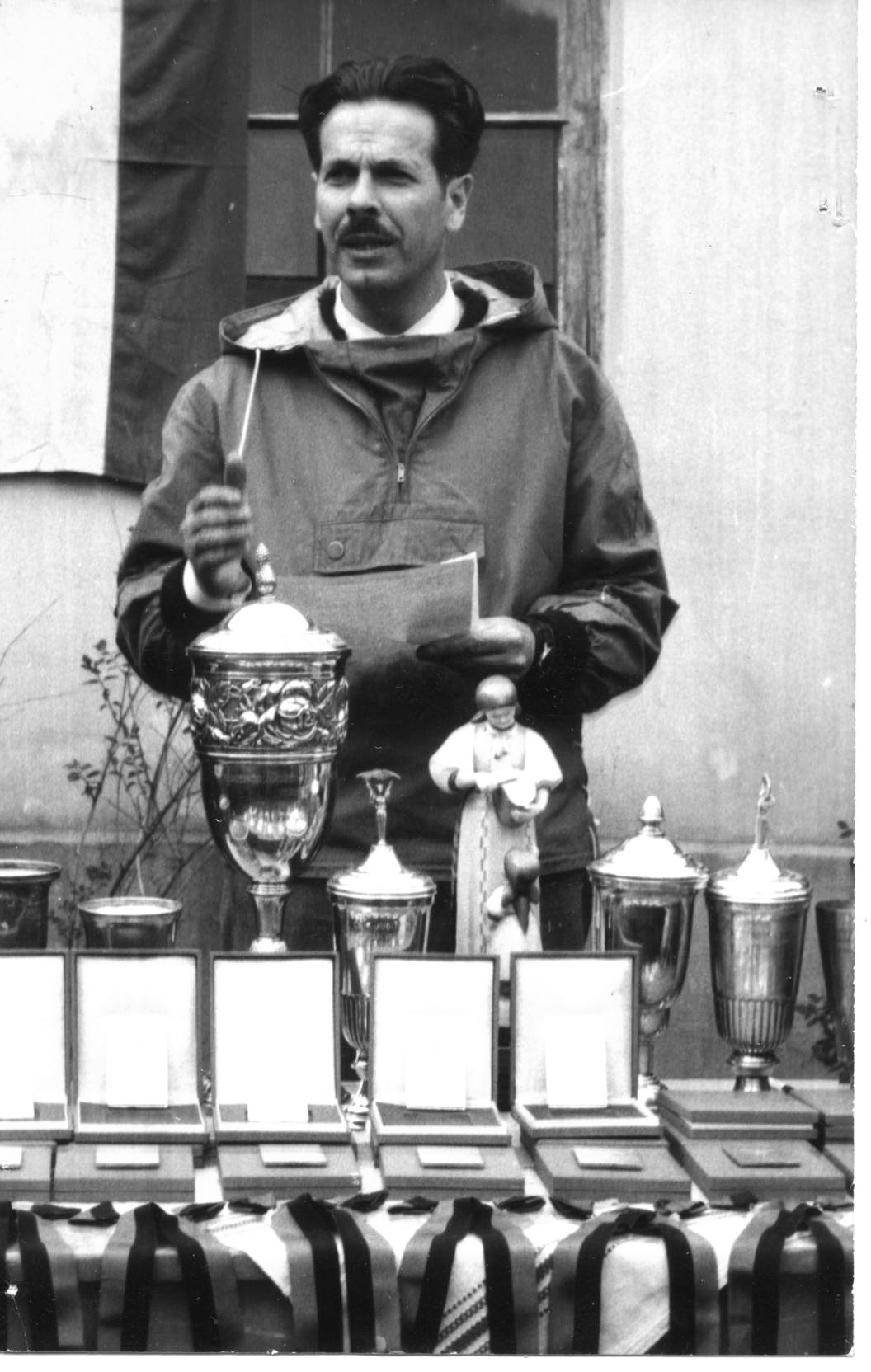
Vizkelety László, 1967, Penc

Három év elteltével újabb nagy változás következett a szakosztály életében. A sportvezetés megszüntette az önálló természetbarát egyesületeket, így 1963-ban sajnos véget ért a teljes önállóság, vissza kellett térni a sportegyesületi működés keretei közé. Mivel a BVSC nem kívánt turista szakosztállyal bajlódni, a Lokósok a Bp. MÁV Igazgatóság SC-ben találtak otthonra.
A vasúti kedvezmények megvonása, a klubhelyiség elvesztése erősen visszavetette a munkát. Az elhunyt Dézsi Gyula szakosztályvezető helyét Rátkai Ferenc vette át, aki 12 évig maradt az szakosztály élén. A nehézségek ellenére továbbfejlődött a túratevékenység, kiemelkedő minősítési eredmények születtek. Mind ezek mellett ismét kezdetét vette a rendszeres útjelzési munka is.
Ebben az időszakban a tájékozódási versenyzés állandó csatározások színtere lett. A sportág önállósodását sokáig megakadályozták a Magyar Természetbarát Szövetség maradi vezetői, de 1969 végére mégis hozzájárultak az önálló tájékozódási sportág szövetségének megalakulásához.
A szakosztály 1969-ben ünnepelte meg a megalakulás 20 éves jubileumát. Az évforduló alkalmából ünnepi emléktúrára került sor a Hűvösvölgy – Zsíros-hegy – Nagy-Szénás – Nagykovácsi útvonalon, melyen a szakosztály 57 tagja vett részt. A szakosztály addigi életét a húsz év körlevelekből összeállított „Emlékkönyv” örökítette meg.
V. 1970-1981
A Bp. MÁV Igazgatóság SC keretében tevékenykedő szakosztály életében 1970 jelentős változást hozott. Önállósult a tájfutás, illetve megalakult egy önálló tájfutó szakosztály is, melynek vezetője dr. Vizkelety László lett. Így a Természetjáró szakosztály munkája immár a tájfutók nélkül folytatódott.
Ebben az évtizedben változatlan lendülettel folytatódott a túrázás, ezen belül a különböző jelvényszerző túrák teljesítése. Saját kezdeményezés mozgalmak is indultak, valamint elkezdődtek a szervezett külföldi túrák is. A szakosztály szervezésében 1973-ban újabb útjelzés felújítási munkák folytak a Mátra és a Bükk hegységekben.
1974-ben lett 25 éves a szakosztály, a jubileumi túra a Vöröspocsolyás-hát térségébe vezetett. Ebben az időszakban már rendszeresek voltak húsvéti, a Mikulás és a szilveszteri túrák. 1975-ben megalakult az autós szakcsoport Harkányi Lajos vezetésével, de ezzel párhuzamosan csökken az addig igen eredményes vízi túrázás színvonala. 1977-ben Rátkai Ferenc nyugdíjazása után Hosszú Gáspár lett néhány évre a szakosztály vezetője, aki sok fiatalt szervezett be a szakosztályba. 1978-ban új helyre költöztünk, a Keleti pályaudvari klub helyett a Thököly u. 41. szám alatti székházba költöztünk vissza.
1978-ban a szakosztály ismét új név, új egyesület keretein belül folytatta tevékenységét. Mivel a Bp. MÁV Igazgatóság SC vezetésében megromlott a jó viszony, a szakosztály vezetése az ellehetetlenülés helyett a továbblépés mellett döntött. Így a tájfutókat követve a Turista szakosztály is átigazolt a Törekvés színeibe.  
1979-ben nagy létszámú emléktúrával ünnepeltük meg a szakosztály megalakulásának 30. évfordulóját a Budai-hegységben, a Solymár – Virágos-nyereg – Pálvölgy útvonalon megtartott túrán 67 fő vett részt. 1980-ban a börzsönyi Medresz patak völgyében, egy felhagyott kőbánya irodaházában sikerült kulcsos házat berendezni. Sok munkával járt az épület felújítása és berendezése, de mindenki boldogan dolgozott az állagmegóváson és a csinosításon. Az így kialakított Lokó tanyán 1981 nyarán volt az első sátras gyerektábor, melyen Weidlich Adolf és Gaál Géza táborvezetése mellett 30 gyerek vett részt. 
1981-ben Hosszú Gáspár lemondott és helyét a szakosztály vezetését Szabó Rózsa vette át, aki ezt követően 25 éven át volt az egyesület vezető tisztségviselője. 
VI. 1982-1989
A szakosztály élete lett 1982-ben új mérföldkőhöz érkezett. Az 1982. február 27-én megtartott közgyűlésen a résztvevő tagság az önálló Lokomotív Természetbarát Egyesület megalakításáról döntött. Az új egyesület az 1949-ben megalapított szakosztály jogutódjaként jött létre. Elnök Szvatkó István, a MÁV Anyagellátási Igazgatóság vezetője, míg az ügyvezető elnök Szabó Rózsa, az addigi szakosztályvezető lett. 
A teljes önállóság számos gonddal járt, de mindenki örömmel végezte a rábízott feladatokat. Az önállósodással párhuzamosan a taglétszám 161-ről 200 főre emelkedett, és felpezsdült az egyesületi élet. Hagyományossá váltak a húsvéti, az őszi, a szilveszteri és a Mikulás-túrák. A gyalogos és autós túrák során új különleges tájakra jutott el a tagság. Az évek elteltével örvendetesen nőtt a gyerekek száma is (82 fő, 32 %), minek következtében jelentős lett a nyári gyerektáboroztatás. A taglétszám emelkedésével kialakultak az korosztályok és az érdeklődési körök által elkülönülő csoportok, melyek meghatározói lettek a következő évek, évtizedek munkájának.
1984-ben jubileumi túrával ünnepelte meg a már önálló egyesület az 1949-es alapítás 35. évfordulóját. A Budakeszi–Szekrényes–Csillebérc-útvonalat szakadó esőben teljesítette az ünneplő kis csapat. Ez az év változást hozott a Lokó tanya ügyében is. A Medresz patak völgyéből eltanácsolták az egyesületet, így új kulcsosház után kellett nézni. A közeli Bőszobon sikerült egy épületegyüttest kibérelni, ez lett a következő egyesületi kulcsos ház. Itt hatalmas összefogással, komoly szellemi és anyagi befektetés, valamint rengeteg fizikai munka eredményeként egy lerobbant istállóból színvonalas 20 fős épület kialakítani.
1984 végén Szentgyörgyi Tamás és Rósa László vezetésével megalakult a „Cicőke” csoport, mely a minőségi túrázást tűzte zászlajára. A kiemelkedő gyalogos túrázási teljesítmények mellett magashegyi túrák, sziklamászás és terepversenyek is szerepeltek programjaikban. A csoport indította útjára 1985-ben a Lokomotív 424-es teljesítménytúrát, melyen 4 óra 24 perc alatt kellett teljesíteni a 24 km-es távot. Buskó András kezdeményezésére indult el a „Kisvasutak nyomában” című túramozgalom is.
Szintén 1984-ben kezdte meg munkáját Rácz Márton vezetésével egy főleg fiatalokból álló tájfutó csapat. Az ifjú tájfutók tovább öregbítették a Lokomotív TE hírnevét, hiszen az egyesület színeiben versenyző Ispánovity Péter Dusán 1989-ben Budapest bajnoki címet, Józan Ágnes 1991-ben egyéni országos bajnoki címet szerzett. 
Az évek múlásával megnőtt a nyugdíjasok száma is (45 fő, 20 %). Vanek József állt a csapat élére és vezetett számos emlékezetes túrát. De a vízi élet is újjászületett. 1986-ban Sütő István vezetésével „Csaba királyfi” néven 10 személyes kenut építettek az időközben juniorrá serdült ifik és rendszeresen járták a Dunát. Legaktívabb vizitúrázónk Várnai Tibor alapító tagunk volt.
1988-ban részt vettünk a Mészáros János által szervezett Szent István-vándorláson, melyet az 1938-ban lebonyolított vándorlás 50. évfordulóján rendeztek meg. Ennek keretében a Lokósok is feljutottak az akkor még lezárt Írott-kőre.
1989-ben ünnepeltük meg az alapítás 40. évfordulóját. A jubileumra jelent meg a „40 éves a Lokomotív TE” („Az ifjúság úgy elrepül”) című könyv dr. Vizkelety László szerkesztésében. A jubileumi túrára közel 100 fő részvételével a Budai-hegységben került sor.

### Egyesületi idők a rendszerváltás után
VII. 1990-2000
1990-ben a Cicőke csoport vezetői kezdeményezésére, a Vasutas Társadalmi Bizottság utódaként megalakult a Vasutas Természetjáró Szövetség (VTSZ). A Szövetség első elnöke Rigó Zoltán, ügyvivője Szentgyörgyi Tamás lett. 
1991 negatív eseménye volt a bőszobi kulcsosházunk privatizálása, a kedvelt és szépen felújított épületegyüttest a fejünk felett eladták a MOL-nak. Az eladást követően még 2 évig használhattuk az ingatlant, de 1993 tavaszán nemkívánatos bérlőkké váltunk. 
Ekkor a MÁV Budapesti Igazgatóság sietett a segítségünkre, és új kulcsosháznak kibérelhettük a Szokolya vasútállomáson lévő volt üdülőházat. Az 55 m2 alapterületű két szobás épület, a hozzátartozó telekkel, szinte erdei környezetével és komfortos berendezésével ideális helyszínnek bizonyult. Itt is volt rengeteg tennivaló, de nyugdíjasaink sokat tettek a ház állagmegóvása és belső berendezésének csinosítása érdekében.    
1993-ban új vezetőséggel és új név alatt folytatódott a munka. A közgyűlés határozata alapján Lokomotív Turista Egyesület lettünk, az új elnök Winhoffer Viktor lett. Új klubhelyiséget kaptunk a Nyugati pályaudvar anyagellátási épületében.
1994-ben kapta meg dr. Vizkelety László sportolói és sportvezetői tevékenysége elismeréséül a Köztársasági Érdemrend Kiskeresztjét, Thuróczy Lajos pedig a Magyar Természetbarát Szövetség elnöke lett. Ebben az évben már az alapítás 45. évfordulóját ünnepelték a Lokósok. Egyúttal 10 éves lett a megerősödött Cicőke csoport is. Az egyesület jubileumi túrával, a Cicőkék a Lokó tanyán tartott piknikkel ünnepeltek.
Ezekben az években a taglétszám 220 fő körül mozgott. A nyugdíjasok vezetését Vanek József hirtelen halála után Boross László vette át. A keddi napokon továbbra is rendszeresen voltak klubnapok, míg szerdánként mindig túrázott a nyugdíjasok csapata. Más-más helyszíneken folytatódott ifjúsági táboroztatás Szabó Rózsa és Thuróczy Lajos táborvezetésével. 1997-ben volt az első repülőgépes túra Kréta szigetére. Új csoportok is alakultak, Bödör Tamás vezette az ifjúsági csoportot, Árvai István pedig a Kőbányai Törekvésből átigazolt teljesítménytúrázókkal ért el kiemelkedő sikereket. 
A Cicőke csoport és az autósok nyaranta többnapos külföldi túrákat is szerveznek. Az autósok nyaranta Karintia legszebb vidékeit keresték fel, a Cicőkék a Dolomitokba, az Alpokba, Erdélybe és Szlovákiába járnak rendszeresen. Az ifik a Grossglockner és a Mont Blanc ormait hódították meg. Húsvétkor és októberbe nagy létszámú, buszos túra van a nyugdíjasok, autósok számára, Pünkösdkor pedig Szlovákiában túráznak az autós csoport tagjai. 
Az év nagy rendezvénye a Lokomotív 424-es teljesítménytúra lett, melyet Szentgyörgyi Tamás javaslatára indított útjára a Cicőke csoport. 1989-től 1996-ig Rósa László volt a főrendező, majd 1997-ben Ispánovity Márton kapta meg a főrendezői tisztséget. 1997-ig évente más és más tájegységekben volt a túra, ettől az a Börzsöny hegység lett a helyszín, a rajt/cél pedig a szokolyai Lokó tanyára költözött. Ekkor bővült a program is egy 42 km-es résztávval.
1999-ben ünnepeltük meg az Egyesület alapításának félévszázados évfordulóját. A jubileumra megjelent 50 évet összefoglaló könyvben olvashatóak a 90-es évek történései. Ebben az évben a jubileumi túra a Frank-hegyre vezetett.
VIII. 2000-2009
Az új évezredbe lépve is folytatódott az egyesület működésének öt évtizede alatt kialakult vezetési és szakmai gyakorlata. Magas színvonalon folytatták tevékenységüket a tevékenykedő csoportok, újabb eredményes túrákkal és kezdeményezésekkel értek el sikereket.
A Teljesítménytúrázó csoport is folytatta sikeres tevékenységét, melyet számos kiemelkedő eredmény és díj fémjelez. Az MSTSZ Nemzeti bajnokságán 2000-ben Szemerédi András I. helyezést ért el. 2001-ben az év teljesítménytúrázója Lévai Béla lett.
Az Autós csoport hazai és külföldi túrák sokaságát teljesítette. A kialakult gyakorlat szerint tavaszi, őszi és október végi túrákra került sor. A nyári szabadságtúrák célpontja a szomszédos Ausztria volt. Az Ifjúsági csoport kiemelkedő eredményeket ért el a magashegyi túrázás területén.      
2002-ben ünnepeltük meg az Országos Kéktúra 1952. évi meghirdetésének évfordulóját. Az ünnep részeként ünnepélyes keretek között került felavatásra az 50. éves jubileumra készített emléktábla Hűvösvölgyben a Gyermekvasút épületén.
Szomorúan indult a 2003-as év, hiszen 96 éves korában elhunyt Weidlich Adolf, mindenki Dolfi bácsija. 
A Cicőke csoport az évtized első felében kisebb vezetői válságon esett át. Mivel évente változtak a vezetők, sőt a csoport 2004 végére vezető nélkül maradt. Elmaradtak a hagyományos tavaszi és őszi többnapos túrák is. A Cicőkék életében 2005-ben egy új időszak kezdődött. A 2004. évi szilveszteri túrán ugyanis a résztvevők a Nagy-Szénás havas csúcsán közfelkiáltással Ispánovity Márton választották meg új csoportvezetőnek.
A Lokomotív TE 2005-ben lett közhasznú egyesület lett, és azóta fogadhatja az SZJA 1%-os felajánlásokat.
2006-ban az éves közgyűlés új elnökséget választott. Ügyvezető elnök dr. Vizkelety László, míg új tisztségként helyettese Urbán György lett.
Dr. Vízkelety László 2007-ben váratlan elhunyt, így a 2008. február 9-én megtartott közgyűlés Ispánovity Mártont választotta meg új ügyvezető elnöknek, Szabó Rózsa pedig elnökségi tag lett. 
2008-ban az egyesület tagjai részt vettek az 1988-ban rendezett Szent István vándorlás 20. évfordulóján rendezett emléktúrán.
2009-ben a Lokomotív TE az új Elnökség javaslatára jubileumi programsorozattal ünnepelte meg az Egyesület megalapításának 60. évfordulóját. Ennek keretében az alábbi rendezvények, projektek megvalósítására került sor:
1. Ünnepi Közgyűlés, 2009. március 7.
2. Horváth József Emléktúra (teljesítménytúra a Börzsönyben) és emléktábla avatás Márianosztrán, 2009. május 2.
3. 2009. évi Lokomotív TE Emléknap és Lokó-pihenő felavatása a börzsönyi Nagy-Kő-hegy bércén, 2009. május 16.
4. Lokomotív 424-es teljesítménytúra megrendezése, 2009. október 4.
5. „60 éves a Lokomotív TE” című jubileumi kiadvány megjelentetése
A programsorozat eseményei méltó keretet adtak a 60. évfordulónak, és öregbítették a Lokomotív TE jó hírét.
A Lokomotív TE 2012-ben rendezvénysorozattal emlékezett meg az Országos Kéktúra mozgalom meghirdetésének 60. évfordulójáról. Ennek keretében a következő jubileumi eseményeket megrendezésére került sor:
1. „60 éves az Országos Kéktúra Emlékülés”, 2012. március 3.
2. „60 éves az Országos Kéktúra (1952 – 2012)” (60 km 60 óra alatt a kéktúra mentén) jelvényszerző mozgalom meghirdetése
3. „60 éves az Országos Kéktúra” teljesítménytúra megrendezése a Börzsönyben, 2012. április 28.
4. Emléktábla avatás dr. Vizkelety László emlékére, Hűvösvölgy – 2012. május 11.
5. I. dr. Vizkelety László Emléktúra megrendezése Magyarkúton és Szokolyán, 2012. május 13.
6. „Az Országos Kéktúra és akik végigjárták, 1952 – 2012” című jubileumi kiadvány megjelentetése
A 2012. március 3-án meghirdetett "60 éves az Országos Kéktúra" jubileumi jelvényszerző mozgalom rendkívül sikeresnek bizonyult. A 2013. július 28-ig meghosszabbított időszak alatt közel kilencszáz teljesítőt regisztráltunk, illetve ennyien igényelték meg a jubileumra készített emlékjelvényt.
2013-ban - társrendezőként - részt vettünk a jubileumi Szent István vándortúra szervezésében. Ennek keretében 2013. július 12-én emléktáblát avattunk a magyarkúti Turista kápolnánál.
2014-ben megünnepeltük a Lokomotív TE alapításának 65. évfordulóját a szokolyai kulcsos házunknál. A résztvevők ünnepi közgyűlésen emlékeztek meg az 1949-es alapításról és az alapításban közreműködőkről, majd külön köszöntötték a jelenlévő alapító tagokat.
A jelenlévők átvehették a jubileumra készített emléklapot és kitűzőt, oklevelet kaptak az alapítók és a jubileumi tagságot elérők. Az ünnepséget közös ebéd, majd turista piknik követte.
2015-ben részt vettünk az Országos Kéktúra fejlesztését célzó projekt munkálataiban, melynek keretében a Börzsöny és a Pilis hegységekben mintegy 35 km kék jelzés felújítását végeztük el.
Az év eseménye volt még, hogy a Fővárosi Törvényszék 2015. decemberi végzésében megerősítette a Lokomotív Turista Egyesület közhasznú besorolását, valamint ezzel párhuzamosan elfogadta az új törvényi előírásoknak megfelelő alapszabályunkat.

### A közelmúlt és a jelen
2019-ben megünnepeltük a Lokomotív TE alapításának 70. évfordulóját. Az évforduló alkalmából emléktáblát avattunk Sütő-Nagy Attila, az MTSZ Kéktúra Bizottsága elnökének emlékére Hűvösvölgyben.

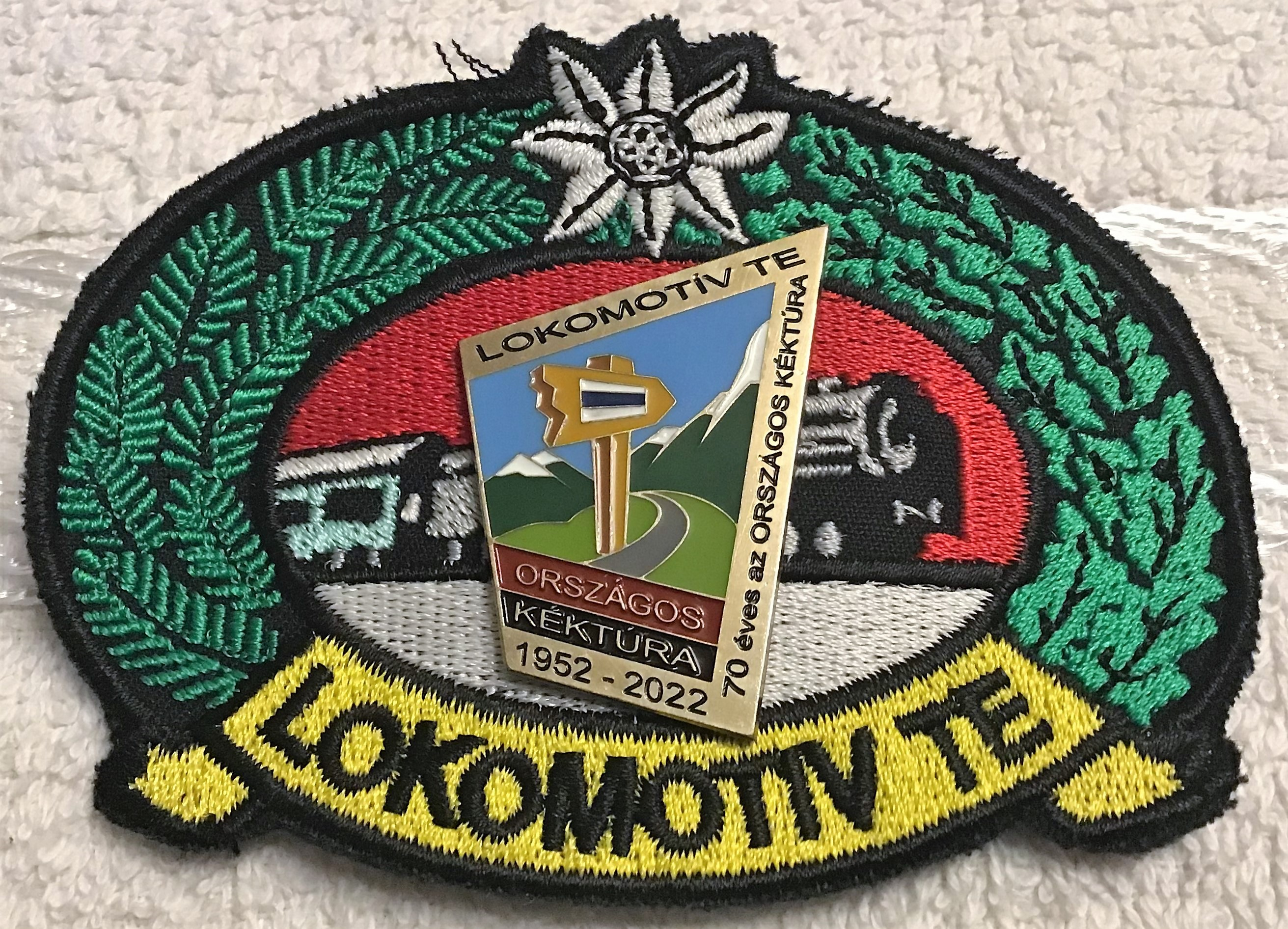
LTE címer és OKT 70 jelvény

2022-ben megünnepeltük az Országos Kéktúra mozgalom meghirdetésének 70. évfordulóját. Az évforduló megünneplésére egész éves túramozgalmat hirdettünk meg "70 km 70 óra alatt az Országos Kéktúra mentén címmel. A túramozgalom sikeres teljesítői számára egyedi zománcjelvényt biztosítottunk. A túramozgalom élénk média érdeklődés mellett zajlott és hatalmas sikert aratott. Összesen 3010 igazoló füzet érkezett ellenőrzésre, ebből 2936 volt érvényes teljesítés.

## A Lokomotív TE rendszeres rendezvényei
- Horváth József Emléktúra Archiválva 2013. október 7-i dátummal a Wayback Machine-ben - börzsönyi teljesítménytúra
- Lokomotív 424 teljesítménytúra Archiválva 2013. október 7-i dátummal a Wayback Machine-ben - börzsönyi teljesítménytúra

## Forrás
- A LTE története Archiválva 2013. október 7-i dátummal a Wayback Machine-ben (lokomotiv.hu) (Dr. Vizkelety László írása)